# Olympische Winterspiele 1960/Teilnehmer (Argentinien)
| Gelbes Symbol für Goldmedaillen mit stilisierten Olympischen Ringen | Graues Symbol für Silbermedaillen mit stilisierten Olympischen Ringen | Braundes Symbol für Bronzemedaillen mit stilisierten Olympischen Ringen |
| ------------------------------------------------------------------- | --------------------------------------------------------------------- | ----------------------------------------------------------------------- |
| —                                                                   | —                                                                     | —                                                                       |

Argentinien nahm an den VIII. Olympischen Winterspielen 1960 im US-amerikanischen Squaw Valley Ski Resort mit einer Delegation von sechs Athleten in zwei Disziplinen teil, davon fünf Männer und eine Frau. Ein Medaillengewinn gelang keinem der Athleten.

## Teilnehmer nach Sportarten

### Ski Alpin
Männer
- Osvaldo Ancinas
Abfahrt: 45. Platz (2:28,4 min)
Riesenslalom: 32. Platz (2:05,1 min)
Slalom: 16. Platz (2:24,2 min)

- Clemente Tellechea
Abfahrt: 60. Platz (3:20,2 min)
Riesenslalom: disqualifiziert
Slalom: 32. Platz (2:54,7 min)

- Diego Schweizer
Riesenslalom: 55. Platz (2:28,0 min)
Slalom: 38. Platz (3:06,8 min)

- Jorge Abelardo Eiras
Slalom: disqualifiziert

Frauen
- María Cristina Schweizer
Abfahrt: 29. Platz (1:51,0 min)
Riesenslalom: 35. Platz (1:55,2 min)
Slalom: 25. Platz (2:11,9 min)

### Skilanglauf
Männer
- Francisco Jerman
15 km: 53. Platz (1:09:59,3 h)
30 km: 44. Platz (2:33:27,4 h)